# Colentina A.C. București
Colentina A.C. București sau Colentina București este cel de al doilea club de fotbal din București, fondat în aprilie 1909 de muncitorii și funcționarii fabricii de bumbac "Colentina", care la acea vreme era o societate engleză.

## Istoric
A câștigat titlul național în două rânduri, în sezoanele 1912-13 și 1913-14. Odată cu începerea primului război mondial jucătorii străini părăsesc țara, iar echipa își pierde din importanță.
Directorul fabricii de bumbac, Mastejan, a fost și primul președinte al clubului de fotbal.
Jucătorii echipei erau în majoritate englezi, printre ei numărându-se Mathews, Catteral, Middleton, Thompson, Deburst. În preajma izbucnirii războiului, jucătorii englezi au părăsit România echipa începând după aceea să își piardă importanța. În 1915, clubul Olympia București s-a desființat și câțiva dintre fotbaliștii de acolo au trecut la Colentina, clubul terminând pe 3 în acel sezon. În sezonul 1915-16 a încheiat pe 4, iar în august 1916, România a intrat în Primul Război Mondial, semnând o alianță cu puterile Antantei, astfel că toate activitățile fotbalistice au fost întrerupte. Ele urmau a fi reluate abia în 1919.
După primul război mondial, echipa a activat în cadrul districtului București, iar după al doilea război mondial a apărut o singură dată în liga a III-a, în ediția 1946-1947 (terminând pe locul 8 din 10 echipe, în seria a II-a).

## Legături externe

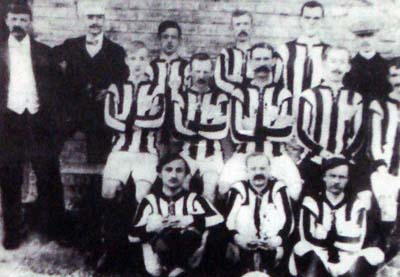
Echipa Colentina Bucureşti, în 1914

## Palmares
Divizia A
Câștigătoare (2) : 1912-13, 1913-14
Vicecampioană (2): 1909-10, 1914-15

## Lotul sezonului 1913-1914
| Nr. |         | Poziție | Jucător    |
| --- | ------- | ------- | ---------- |
| -   | România | P       | Gino Troli |
| -   | România | F       | Moldoveanu |
| -   | România | F       | Stoenescu  |
| -   | România | F       | Drăghici   |
| -   | Anglia  | F       | Dawhurt    |
| -   | România | F       | N. Țăranu  |
| -   | Anglia  | F       | Sparks     |
| -   | Anglia  | M       | Middelton  |
| -   | România | M       | Andronescu |

| Nr. |         | Poziție | Jucător          |
| --- | ------- | ------- | ---------------- |
| -   | România | M       | Margulius        |
| -   | România | M       | V. Dinu          |
| -   | România | M       | Dinicu Georgescu |
| -   | România | M       | V. Dragomir      |
| -   | România | A       | Constantinescu   |
| -   | România | A       | C.I. Michăescu   |
| -   | Anglia  | A       | Wili Petit       |
| -   | România | A       | Ștefan Duțulescu |